# 勒塔特尔
勒塔特尔（法語：Le Tâtre，法語發音：[lə tatʁ]）是法国夏朗德省的一个市镇，位于该省西南部，属于干邑区。

## 地理
勒塔特尔（45°23'44"N, 0°12'20"W）面积6.13 平方千米，位于法国新阿基坦大区夏朗德省，该省份为法国西部内陆省份，北起德塞夫勒省和维埃纳省，东临上维埃纳省，东南至多尔多涅省，南至多爾多涅省，西接滨海夏朗德省。
与勒塔特尔接壤的市镇（或旧市镇、城区）包括：孔代翁、雷尼亚克、图韦拉克、蒙梅拉克。

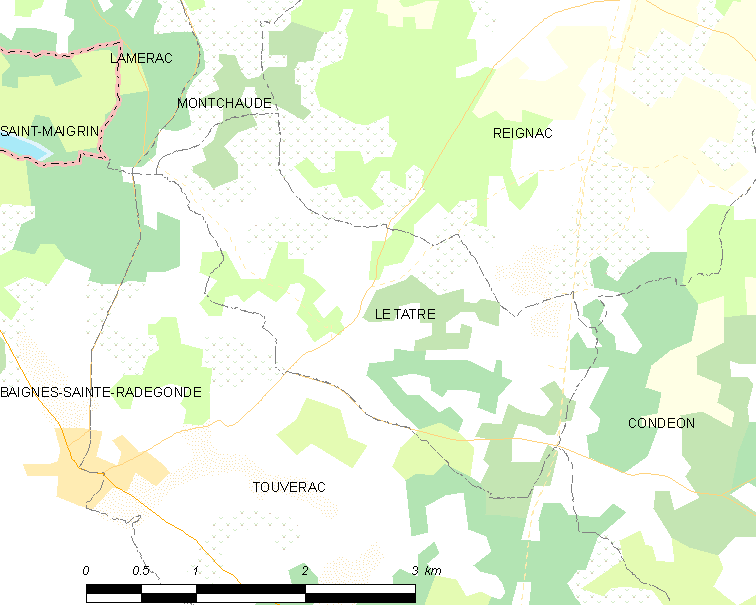
勒塔特尔的OSM定位图

勒塔特尔的时区为UTC+01:00、UTC+02:00（夏令时）。

## 行政
勒塔特尔的邮政编码为16360，INSEE市镇编码为16380。

## 政治
勒塔特尔所属的省级选区为夏朗德南县。

## 人口

1962-2008年间勒塔特尔人口变化图示

勒塔特尔于2022年1月1日时的人口数量为427人。